# Бурденюк Віталій Анатолійович
Віта́лій Анато́лійович Бурденю́к — старший сержант Збройних сил України.

## З життєпису
Проживає у Вапнярці. Призваний під час першої хвилі мобілізації, служив в 72-й бригаді. Двічі вдалося бути удома в короткотермінових відпустках. Брав участь у боях за Петровське, Старобешеве, Миколаївку.
З дружиною Іриною виростили дочок Анастасію та Юлію.

## Нагороди
За особисту мужність і героїзм, виявлені у захисті державного суверенітету та територіальної цілісності України, вірність військовій присязі під час російсько-української війни
- нагороджений орденом «За мужність» III ступеня (26.2.2015), і ще 2 медалями